# Дерек Маєр
Дерек Крістофер Маєр (англ. Derek Christopher Mayer, нар. 21 травня 1967, Россленд, Британська Колумбія, Канада) — канадський хокеїст, що грав на позиції захисника. Грав за збірну команду Канади. Брав участь у зимових Олімпійських іграх у 1994 році в Ліллегаммері. Нині асистент головного тренера в команді «Ред Булл» із Мюнхена
Володар Кубка Колдера.

## Ігрова кар'єра
Професійну хокейну кар'єру розпочав 1989 року.
1986 року був обраний на драфті НХЛ під 43-м загальним номером командою «Детройт Ред-Вінгс».
Протягом професійної клубної ігрової кар'єри, що тривала 18 років, захищав кольори команд «Оттава Сенаторс», «Таппара», «Айсберен Берлін» та СК «Ріссерзеє».
Загалом провів 17 матчів у НХЛ.
Виступав за збірну Канади.
На зимових Олімпійських іграх 1994 року став срібним призером.